# Vychylovské prahy
Vychylovské prahy jsou přírodní památka v katastrálním území obce Nová Bystrica v okrese Čadca v Žilinském kraji na Slovensku. Území bylo vyhlášeno v roce 1973 a jeho rozloha je 0,38 hektaru. Předmětem ochrany je prahovitý tok horského potoka, charakteristický pro flyšové pásmo, jeho sedimentaci a typické horniny.